# 사법 (국가 작용)

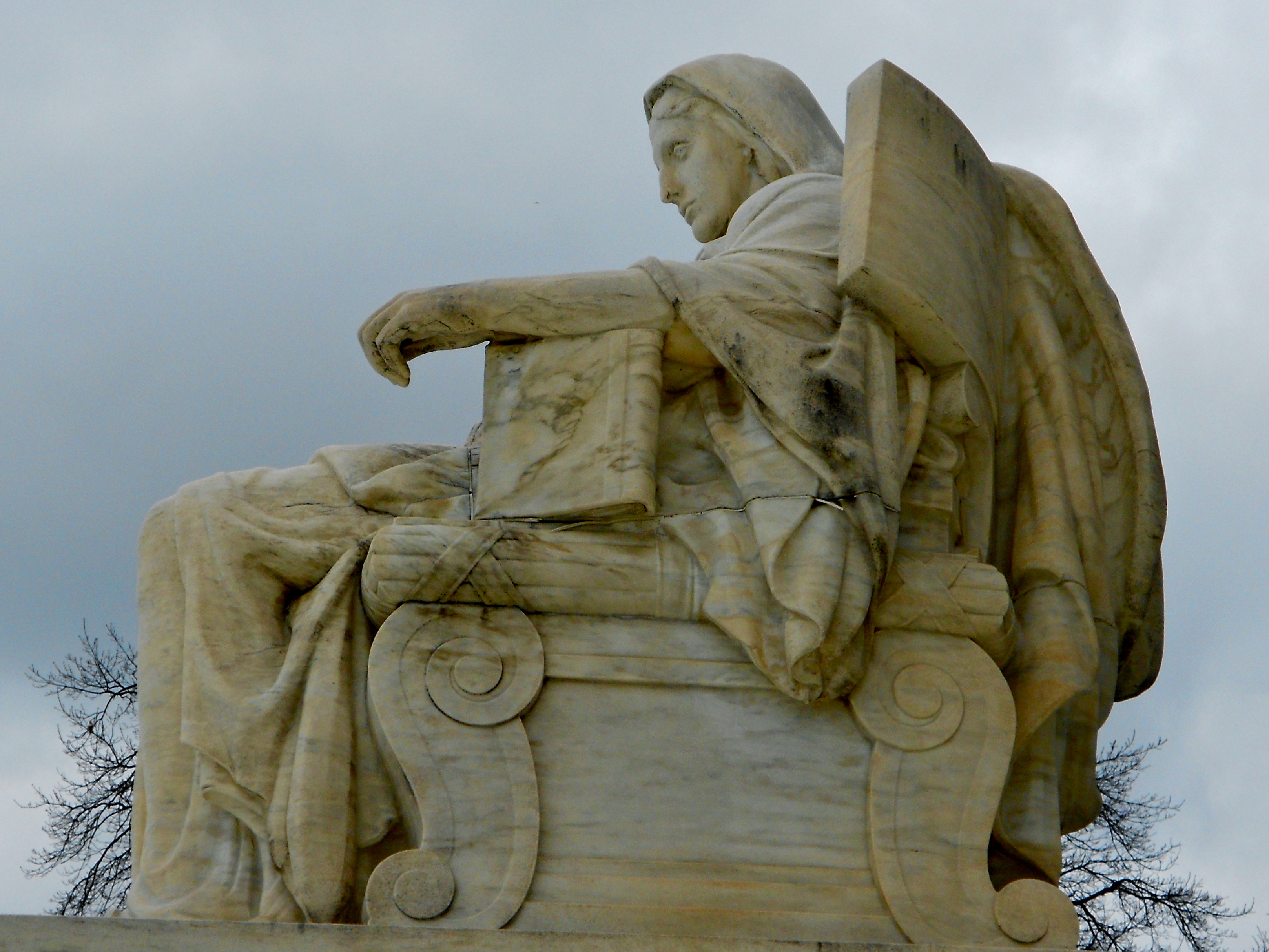
미국 연방대법원의 Contemplation of Justice 조각상

사법제도(司法制度, 영어: judiciary, judicial branch, judicature, judicial system, justice system, court system) 또는 사법(司法, 발음:사법) 또는 사법부(司法府)는 "구체적인 법적 분쟁이 발생한 경우에 당사자로부터의 쟁송의 제기를 기다려, 독립적 지위를 가진 기관이 제3자적인 입장에서 무엇이 법인가를 판단하고 선언함으로써 법질서를 유지하기 위한 작용", 즉 법적 분쟁에서 법을 해석, 판단하여 적용함으로써 법질서를 유지하는 국가작용의 한 갈래 또는 그러한 국가작용을 행하는 주체를 일컫는다.
현대적인 권력분립 원칙에 따라 사법작용을 하는 국가의 권능을 사법권(司法權, 영어: judicial power), 이를 행사하는 기관을 사법기관이라고 한다. 사법권은 권력분립 이론에 따른 국가작용의 나머지 갈래인 입법권, 행정권과 동일한 지위에 있는 것으로 여겨진다.

## 역사
국가작용 또는 국가기능의 한 갈래로서 '사법권'을 처음 언급한 사람은 아리스토텔레스이지만, 근대적인 권력분립 이론의 일부로서 사법의 개념을 처음 제시한 사람은 몽테스키외다. 몽테스키외는 시민의 정치적 자유를 확보하기 위해 입법권과 집행권을 제약하는 장치로서, 법을 재판에 적용하는 사법권의 역할을 강조하였는데, 이러한 몽테스키외의 권력분립 이론은 영미의 보통법계와 유럽의 대륙법계에서 다른 과정을 거쳐 발전하게 된다.

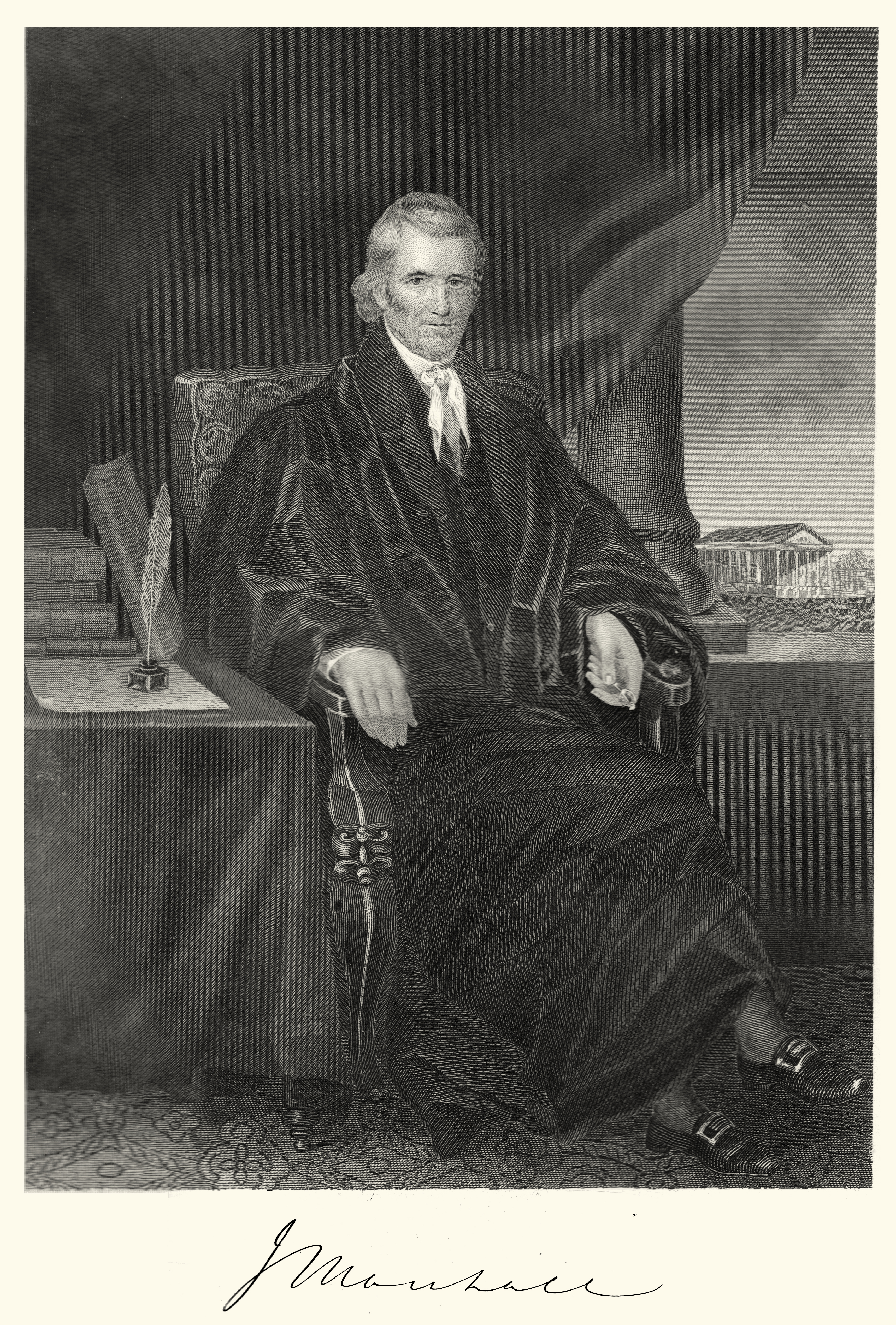
마셜 대법원장은 사법을 입법·행정에 대한 적극적·권력적 견제로 보았다.

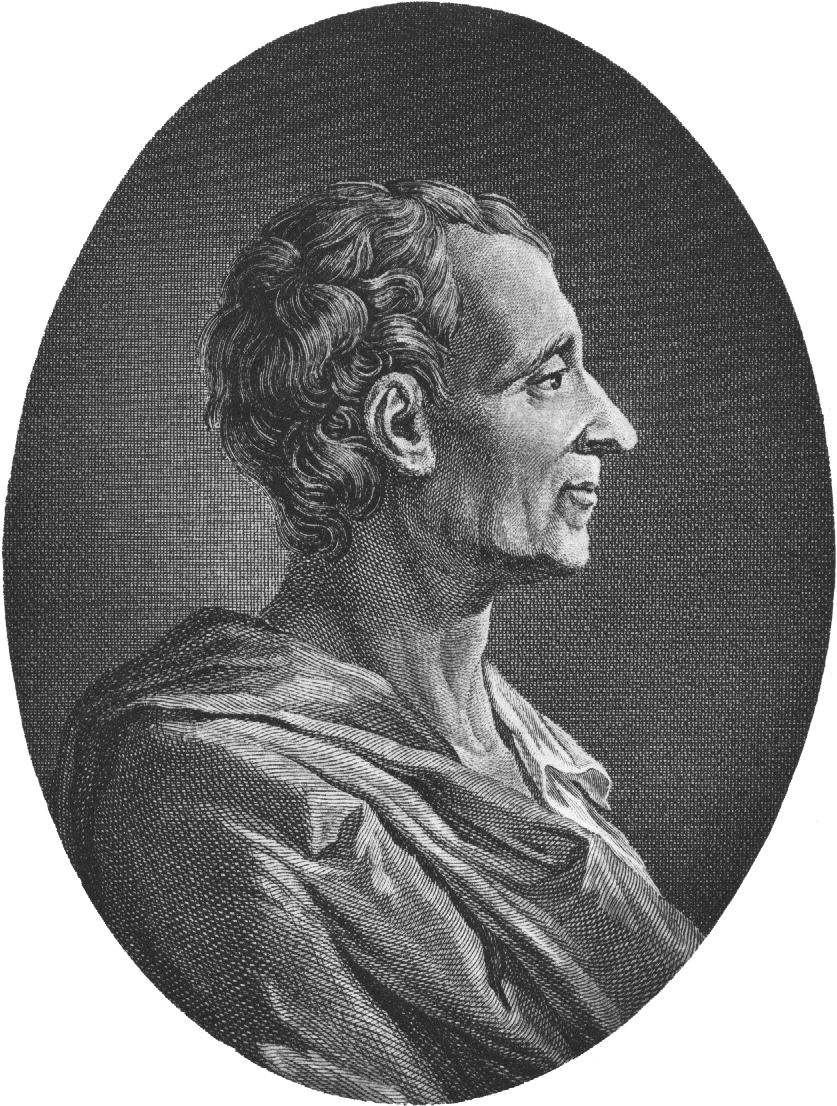
사상가 몽테스키외는 사법을 소극적·기계적 작용으로 보았다.

영미법계에서는 입법권의 독주를 제어하기 위한 견제장치로서 사법권의 지위가 유럽대륙보다 일찍 인정되었다. 영미법계에서 사법권의 지위가 고양된 핵심적인 계기는 존 마셜 대법원장이 마베리 대 매디슨 사건을 통해 판례법으로서 확립한 미국 연방대법원의 사법심사(영어: judicial review) 권한이다. 사법심사 권한은 연방대법원이 의회가 제정한 법률을 심사하여 헌법에 위반되는 경우 판결로서 무효화시킬 수 있는 권한, 즉 위헌법률심판 권한을 의미한다. 연방대법원의 사법심사 권한은 미국 헌법에 명문의 규정이 없었음에도 불구하고 판례법으로서 사회적으로 널리 인정되었는데, 그 배경에는 제임스 매디슨을 비롯한 초기 미국의 연방주의자 계열 지도자들이 의회 권력의 전횡과 국민에 의한 독재를 두려워했고, 따라서 의회와 국민의 독재로부터 미국이라는 정치체제를 보호할 견제장치로써 사법부를 확립시키고 싶어했기 때문이다.
반면 프랑스 대혁명 후 유럽대륙에서 사법이란, 민주적으로 선출된 의회가 제정한 법률의 기계적인 적용만을 의미하는 것으로서, 의회를 견제하는 독자적인 권력으로서의 지위가 거의 인정되지 않았다. 프랑스 대혁명이 타도하고자 한 구체제에 사법부를 이루는 법복귀족들도 포함되어 있었기 때문에, 비민주적으로 구성된 사법부가 민주적으로 구성된 입법부, 행정부를 견제한다는 것은 용납하기 어려운 시도로 여겨졌기 때문이다. 따라서 몽테스키외가 "... 법관은 법의 문자를 준수하여야 한다. 어떠한 시민에 대해서도 그 재산, 명예 또는 생각이 문제될 때, 법을 해석하는 것은 허용되지 않는다"라고 말하였듯이, 20세기 이전 유럽대륙에서 법관의 재판이란 '해석'조차도 포함하지 않는 순전한 기계적인 업무로서 이해되었다.
이처럼 사법을 국가권력의 일종이 아니라 단지 기계적인 국가작용으로 여기던 전통으로 인해 대륙법계는 영미법계에 비해 사법심사 등 헌법재판 기능을 사법의 영역으로 포함시키는데 장기간 어려움을 겪게 된다. 예를 들어 헌법은 민주적으로 선출된 지도자가 스스로 수호해야 한다고 본 법학자 카를 슈미트와, 헌법은 헌법재판을 통해 사법부가 수호해야 한다고 본 법학자 한스 켈젠 사이의 이른바 '헌법의 수호자' 논쟁은 민주주의적 정부 내에서 사법부의 역할에 대한 20세기 초반 대륙법계의 갈등을 드러낸다. 그러나 양차 세계대전을 거친 전후 유럽은 결국 파시즘에 터잡은 의회의 전횡을 제어하기 위해 사법심사 등 헌법재판 제도를 적극적으로 받아들이게 되었으며, 입법권력에 대한 견제장치로서 사법의 역할을 다시 이해하게 되었다. 이러한 역사적 변천을 거치며, 기계적인 작용으로서의 사법이 아닌, 입법권 및 행정권과 대등한 국가권력으로서의 사법권이라는 관념이 세계적으로 자리잡게 된다.

## 나라별 사법부
사법작용(사법권) 개념의 역사적 변천과정에 따라, 오늘날 각 국의 사법부들은 그 구성에 있어 영미법계와 대륙법계가 다른 특징을 보이고 있다. 일반적으로 영미법계에 속한 미국 등은 별도의 행정법원이나 헌법재판소를 두지 않고 오직 하나의 단일한 최고법원만을 두고 그 최고법원이 사법심사 권한을 행사하도록 하고 있으나, 대륙법계에 속한 받은 독일, 오스트리아, 프랑스 등의 국가는 행정법원이나 헌법재판소를 따로 두고 그들에 대해 자체적인 최고법원의 지위를 인정하여 사법부 내에 여러 개의 최고법원들을 두고 있다.

### 독일
독일의 사법부는 사건 관할에 따라 일반법원 및 행정법원, 재정법원, 노동법원, 사회법원의 5가지 연방최고법원과, 연방최고법원에 속하지 않는 독자적 최고법원으로서 사법부 중의 유일한 헌법기관인 연방헌법재판소로 나누어져 있다. 사법부는 독일 기본법(헌법) 제9장 '사법(독일어: Die Rechtsprechung)'에 근거하여 설치되어 있는데, 여기에 검찰은 속해 있지 않다. 각 연방최고법원은 내부적인 의견일치가 문제되는 경우 그 법원 내에 일부 재판부의 대표들이 모여 토의하는 대재판부(독일어: Großer Senat)를 구성하고, 나머지 연방최고법원들과의 의견일치가 문제되는 경우에는 각 최고법원들의 대표들이 모여 토의하는 공동재판부(독일어: Gemeinsamer Senat)를 구성하여 판결의 통일성을 도모한다. 법관의 인사 및 예산 등에 관한 사법행정권은 원칙적으로 독일 법무부에 속해 있으나, 예외적으로 연방헌법재판소는 자율성을 인정받아 자체적으로 예산을 편성할 수 있다.
- 연방일반법원(독일어: Bundesgerichtshof) : 일반법원의 최고법원. 약 130명의 법관이 근무한다. 형사사건에 한해 연간 3천건 정도를 처리한다.
- 연방행정법원(독일어: Bundesverwaltungsgericht) : 행정법원의 최고법원.
- 연방재정법원(Bundesfinanzhof) : 조세 관련 분쟁 등을 관할하는 최고법원. 연방재정법원은 다른 연방최고법원들과 달리 3심제의 최종심이 아닌 2심제의 최종심을 담당하고 있다.
- 연방노동법원(독일어: Bundesarbeitsgericht) : 노동 사건을 관할하는 최고법원.
- 연방사회법원(독일어: Bundessozialgericht) : 사회보험수급 관련 분쟁 등을 관할하는 최고법원.
- 연방헌법재판소(독일어: Bundesverfassungsgericht) : 헌법재판을 관할하는 최고법원이자 독일 사법부 내의 유일한 헌법기관이다. 독일 연방헌법재판소의 특징은 연방최고법원들을 포함한 다른 법원들의 판결에 대한 헌법소원(이른바 '재판소원')이 가능하다는 것이다. 재판소원 제도는 상소가 아닌 헌법소원의 일종이므로 연방헌법재판소가 다른 법원들의 상급법원이 되는 것은 아니지만, 실질적으로 상급법원처럼 기능하도록 하는 효과가 있다[9].

### 오스트리아
오스트리아의 사법부는 사건 관할에 따라 일반법원, 행정법원 그리고 헌법재판소의 3개의 최고법원으로 나뉘어 있다. 오스트리아 헌법은 공식적으로 '사법'을 제목으로 하는 장을 두고 있지 않으며, 헌법 제3장 B절에서 일반법원을, 제8장 A절에서 행정법원을, 제8장 B절에서 헌법재판소를 나누어서 규정하고 있다. 한편으로 헌법 제90조의a에 따라 검찰이 사법부에 속한 것으로 여겨지며, 사법행정권은 오스트리아 연방 법무부에 속해 있다.
- 최고일반재판소(독일어: Oberster Gerichtshof) : 일반법원의 최고법원.
- 최고행정재판소(독일어: Verwaltungsgerichtshof) : 행정법원의 최고법원. 다른 최고법원들과 달리 3심제의 최종심이 아닌 2심제의 최종심을 담당하고 있다.[14].
- 헌법재판소(독일어: Verfassungsgerichtshof) : 헌법재판을 관할하는 최고법원. 오스트리아 헌법재판소는 독일과 달리 다른 법원의 재판에 대한 헌법소원이 불가능하다[15].

### 프랑스
프랑스의 사법부는 사건 관할에 따라 일반법원, 행정법원, 헌법재판소 및 관할법원 등으로 나뉘어 있다. 다만 프랑스 헌법 제8장 '사법권(프랑스어: De l'autorité judiciaire)'에는 파기원 산하의 일반법원과 검사만이 포함되어 있고, 헌법평의회는 제7장에 규정되어 있으며 행정법원의 최고법원인 국사원의 구성원은 행정부 공무원에 관한 헌법 제13조 제3항에 따라 임명된다. 따라서 해석론적 관점에서 국사원이나 헌법평의회 등은 프랑스 헌법상의 형식적 사법부을 이루지 않고 다만 비교법학적 관점에서 광의의 프랑스 사법부에 속할 뿐이다. 형식적 관점에서 프랑스 사법부를 이루는 일반법원 및 검찰에 대한 사법행정권은 프랑스 헌법 제65조에 따라 구성되는 '최고사법관회의(프랑스어: Conseil supérieur de la magistrature)'가 주관한다. 이는 프랑스가 법관과 검사를 아우르는 사법관(프랑스어: magistrats)의 개념을 전통적으로 유지하고 있기 때문이다.
- 파기원(프랑스어: Cour de cassation) : 일반법원의 최고법원. 약 100명의 법관이 근무하며 연간 2~3만 건 정도를 처리한다.
- 국참사원(프랑스어: Conseil d'État) : 행정법원의 최고법원. 국사원이라고도 번역되며, 단순한 재판기관이 아니라 프랑스 정부의 법적 자문 역할을 맡고 있다. 국사원의 소송담당부(프랑스어: Section du contentieux)가 행정재판을 하는 법원에 해당한다.
- 헌법평의회(프랑스어: Le Conseil constitutionnel) : 헌법재판을 관할하는 최고법원. 헌법소원 기능이 없다.
- 관할법원(프랑스어: Tribunal des conflits) : 일반법원과 행정법원 간에 관할이 문제되는 경우 이를 재판의 형태로 결정하기 위한 특수한 법원이다.

### 미국
미국에서 주 정부에 관한 사건은 각 주의 최고법원이 관할하나, 연방 정부에 관한 모든 사건은 미국 연방 대법원이 유일한 최고법원으로 관할한다. 다만 미국 헌법에는 의회의 제정법이 위헌인 경우 무효로 하는 헌법재판으로서 사법심사(영어: judicial review) 권한이 명시되어 있지 않으나, 이는 마베리 대 매디슨 사건 이래 대법원 판례에 따라 연방대법원의 권한으로 인정되고 있다. 검찰은 사법부에 속해 있지 않다. 연방대법원을 포함한 연방법원들의 사법행정권은 연방대법원장을 의장으로, 연방대법관이 아닌 고위법관들을 구성원으로 하는 '미국 연방사법회의(영어: Judicial Conference of the United States)'에 속해 있다.
- 연방대법원(영어: Supreme court of the United States) : 연방대법원은 미국 연방정부의 유일한 최고법원이면서도 단 9명의 법관만을 두며, 상고를 극히 선별적으로만 받아들이는 강력한 상고허가제를 운용하여 연간 100건 정도만을 처리한다[20].

### 일본
일본의 사법부는 관할의 구분 없이 일본국 헌법 제6장 '사법(司法)'에 따라 설치된 유일한 최고법원인 일본 최고재판소를 정점으로 하는 단일체계로 구성된다. 이에 따르면 일본의 검찰은 사법부에 속해있지 않다. 일본의 사법행정은 재판소법(裁判所法) 제12조, 제13조에 따른 최고재판소 산하 사무총국(事務総局)이 주도한다.
- 일본 최고재판소(最高裁判所, Supreme Court of Japan) : 일본 사법부의 유일한 최고법원이면서도 단 14명의 판사만을 두고 있다. 이에 따라 강력한 상고허가제를 운용하여 연간 100건 정도만을 처리한다[23].

### 대한민국
대한민국 헌법은 오스트리아처럼 '사법'을 제목으로 하는 별도의 장(章)이 없고 다만 제5장의 제목을 '법원', 제6장의 제목을 '헌법재판소'로 하며 헌법 제5장 제101조 제1항에서 '사법권'을 '법원'에 귀속시키고 있다. 이에 대해 대법원은 헌법 제101조 제1항에 따른 사법권에는 헌법재판소의 헌법재판도 포함되고, 따라서 헌법재판소와 대법원이 각각 사법권을 행사하되 일부 헌법재판 사건에 대해서는 헌법재판소가, 그 밖의 모든 사건에 대해서는 포괄적으로 대법원이 최고법원 역할을 분담하는 이원화된 구조로 대한민국의 사법제도를 해석하고 있다. 이러한 현행 대한민국 헌법의 구조상 검찰은 사법부에 속하지 않는다. 한편으로 사법행정에 관한 권한은 헌법에 명시되어 있지 않으나, 대법원의 법원행정처 및 헌법재판소의 헌법재판소사무처 등 각 최고법원이 법률로써 설치한 기관에 의해 자체적으로 수행하고 있다.
- 대한민국 대법원(大法院, Supreme Court of Korea) : 일부 헌법재판을 제외한 모든 사건의 포괄적 최고법원.
- 대한민국 헌법재판소(憲法裁判所, Constitutional Court of Korea) : 일부 헌법재판을 관할하는 최고법원. 헌법소원 제도를 헌법상 두고 있으면서도 다른 법원의 판결에 대한 헌법소원인 '재판소원'은 헌법이 아닌 헌법재판소법 제68조 제1항에 따라 원칙적으로 금지되어 있다.

## 같이 보기
- 입법
- 행정
- 권력분립
- 법원
- 헌법재판소
- 최고법원
- 법관
- 검사
- 사법관